# Kochiomyia londesiae
Kochiomyia londesiae är en tvåvingeart som beskrevs av Boris Mamaev 1972. Kochiomyia londesiae ingår i släktet Kochiomyia och familjen gallmyggor.
Artens utbredningsområde är Turkmenistan. Inga underarter finns listade i Catalogue of Life.